# Boșorod, Hunedoara
Boșorod este satul de reședință al comunei cu același nume din județul Hunedoara, Transilvania, România.

## Istoric
Prima atestare documentară este din anul 1733 cu denumirea Bosorod.
Boșorodul deține pe teritoriul său, o serie de monumente care fac parte din Patrimoniul Mondial UNESCO.

## Lăcașuri de cult

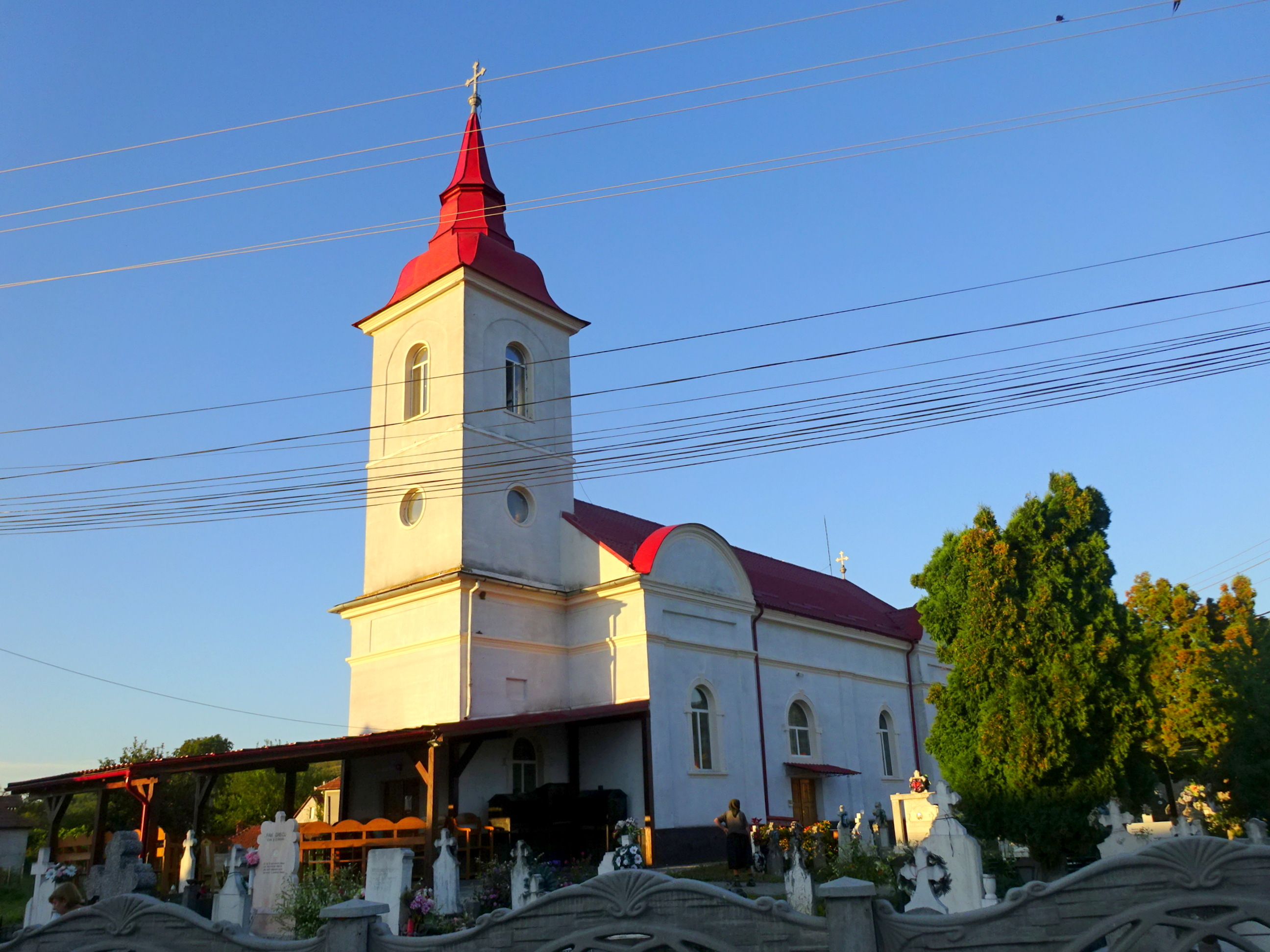
Biserica Adormirea Maicii Domnului din Boșorod

În centrul comunal Boșorod a fost ridicată, în anii 1909-1910, în timpul păstoririi preotului Nicolae Popa, o biserică de plan dreptunghiular de mari dimensiuni, cu absida pentagonală decroșată, închinată praznicului „Adormirii Maicii Domnului”. Edificiul, sfințit în 1912 și 2005, este prevăzut cu două intrări, amplasate pe laturile de vest și de sud. Cu excepția coifului clopotniței înalte (pe laturile de nord și de sud, aceasta are anexate două spații semicirculare), învelit în tablă, la acoperișul propriu-zis s-a folosit țigla. Lăcașul, renovat în anii 1943 și 1998, este împodobit la interior cu un bogat decor iconografic, executat în perioada 2000-2005 de pictorul Vasile Cosma din Deva.
Conscripțiile anilor 1733, 1750, 1761-1762, 1805 și 1829-1831, precum și harta iosefină a Transilvaniei (1769-1773) atestă existența unei înaintașe, care pare să fi deservit și cătunele izolate din partea montană a comunei actuale.
În timpul construcției bisericii actuale, credincioșii au folosit ca lăcaș de închinare o sală de clasă a școlii confesionale din localitate, transformată în capelă.

## Imagini

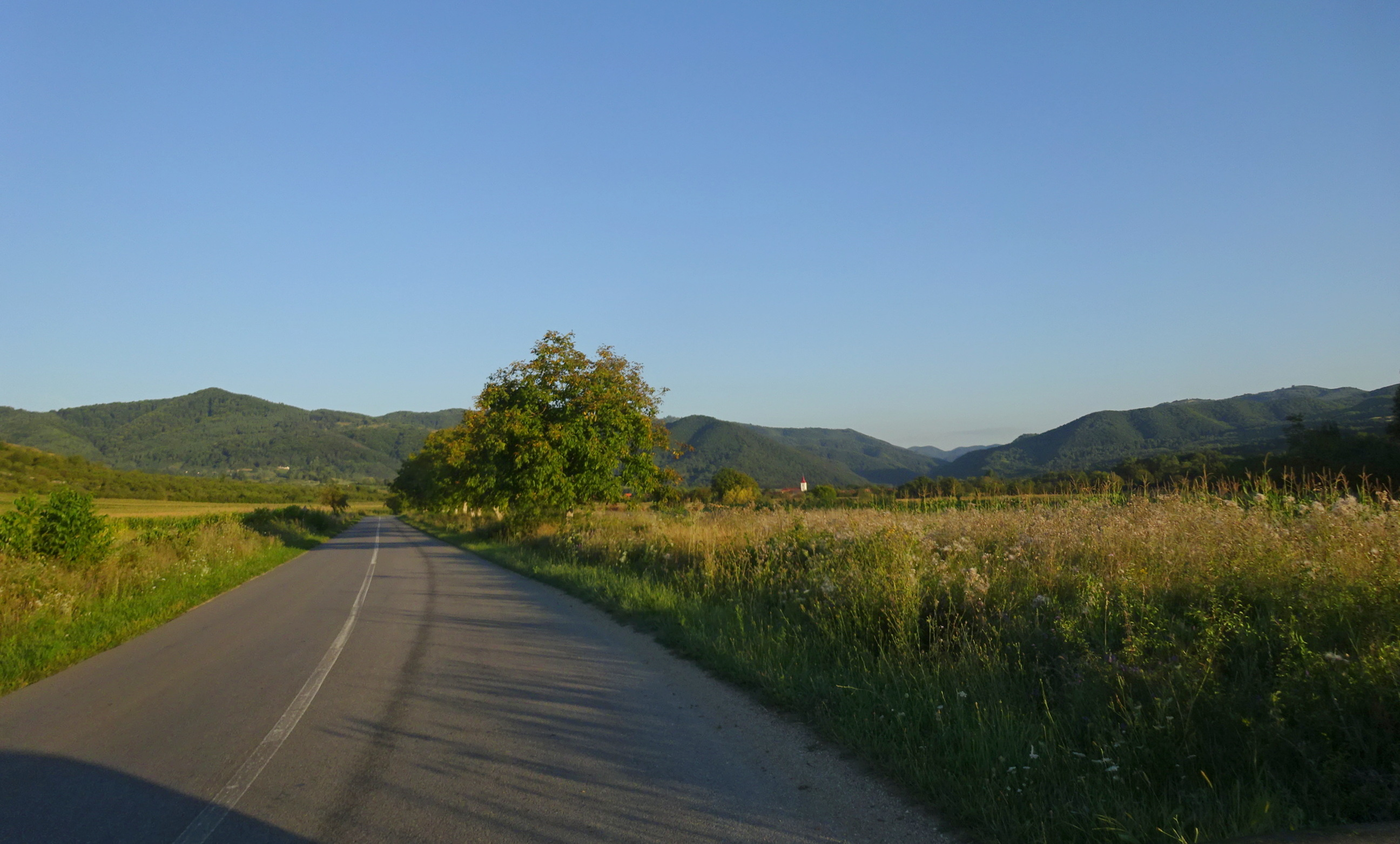
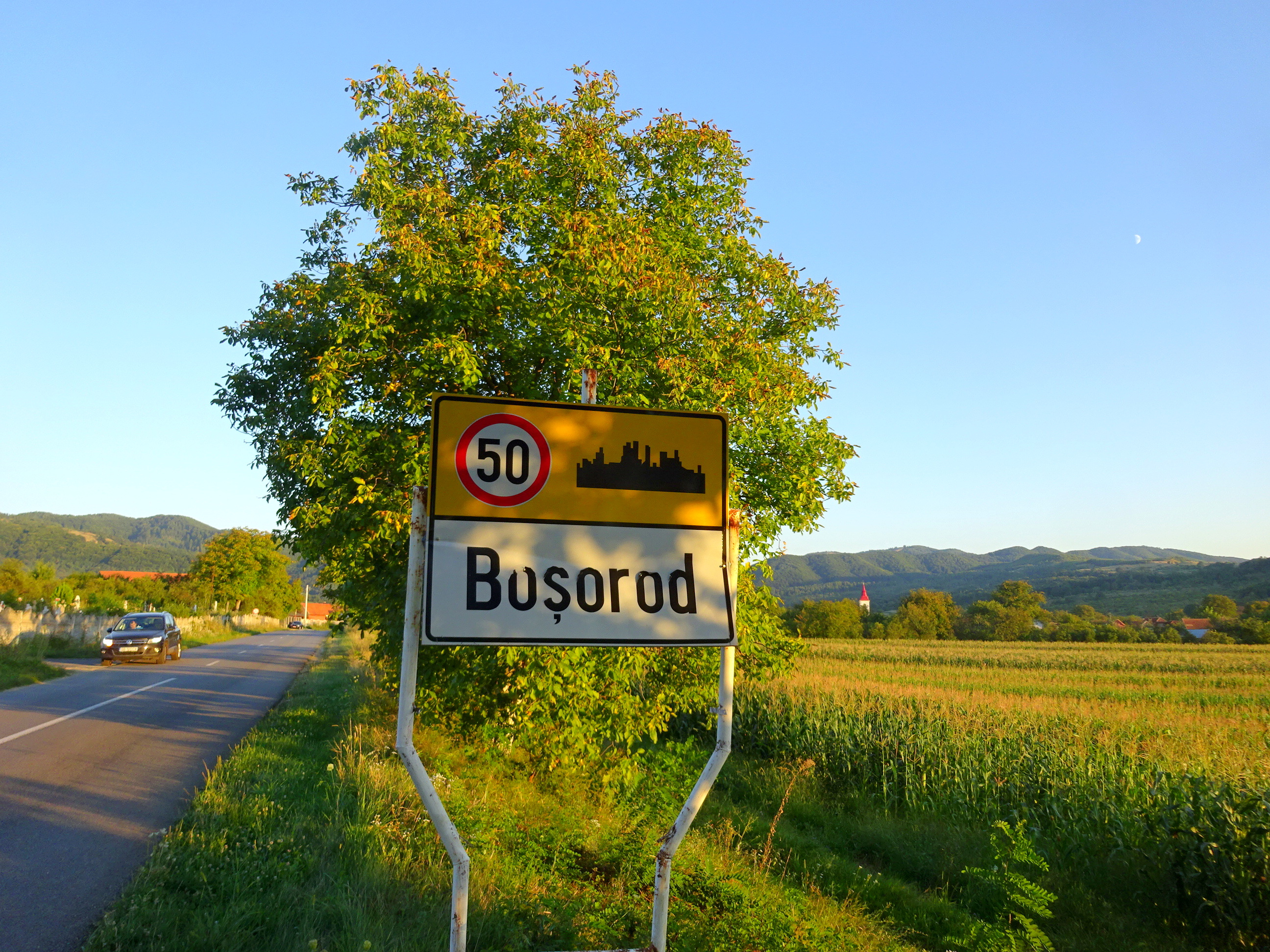
Intrarea în localitate
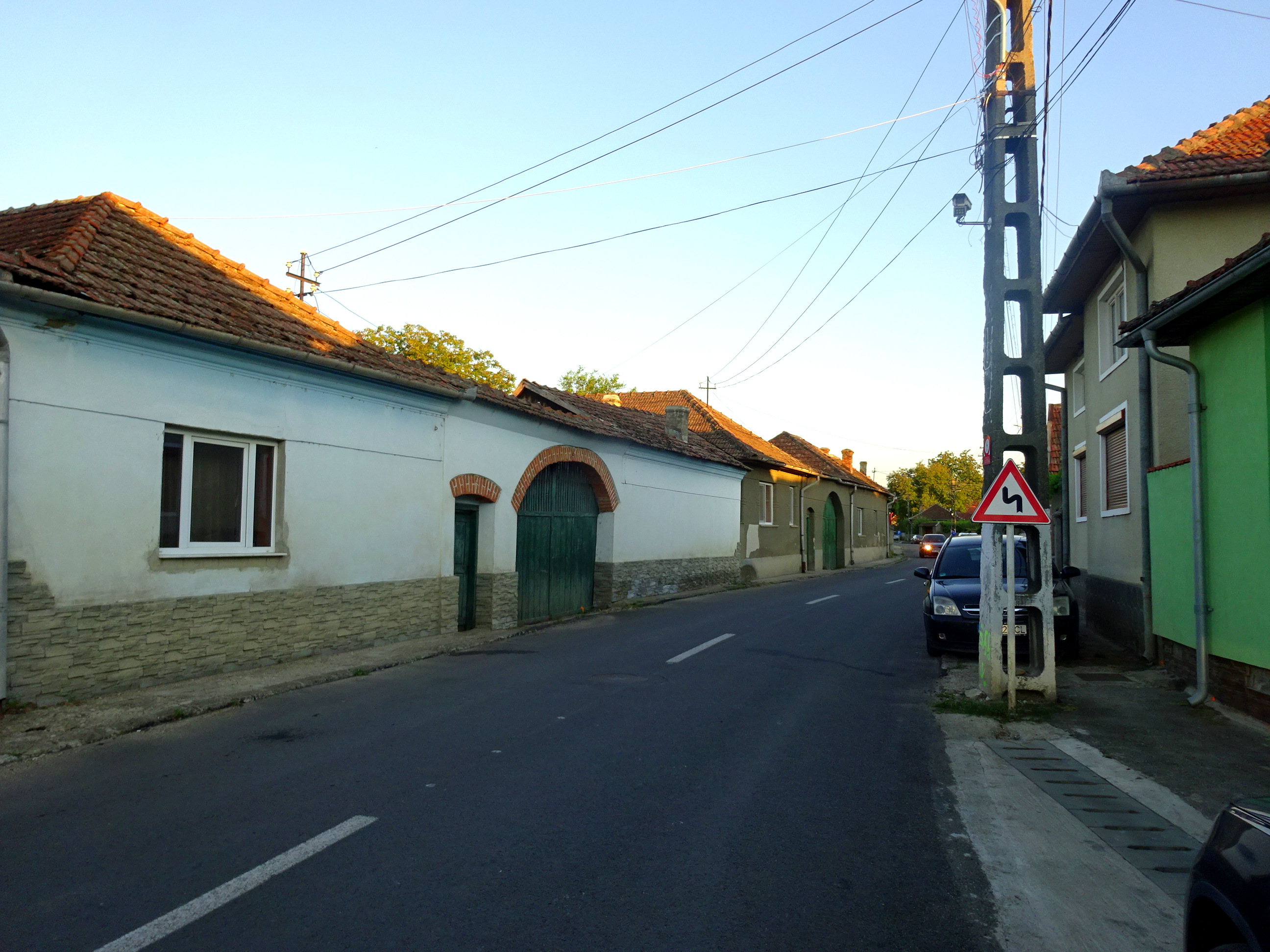
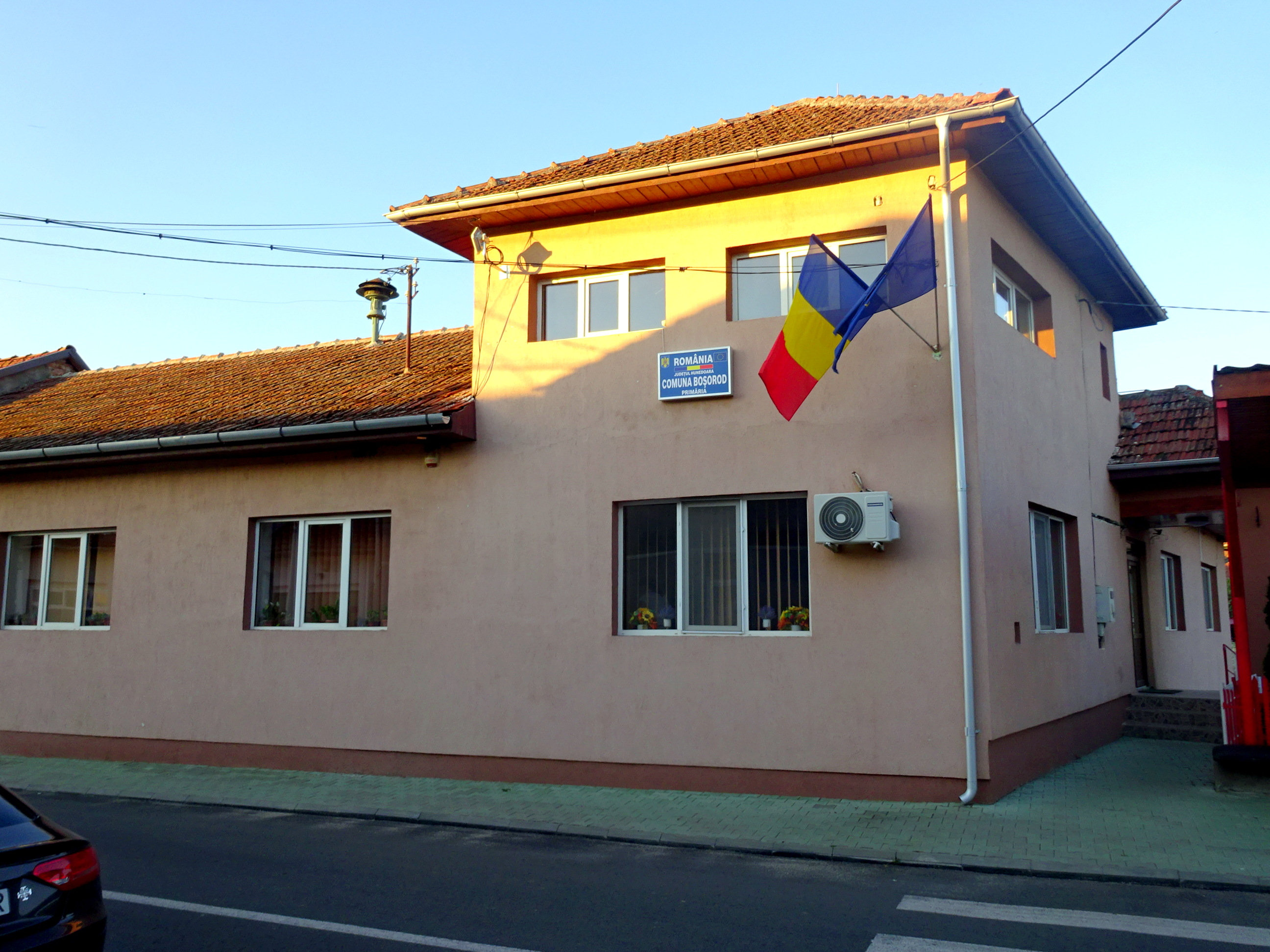
Primăria
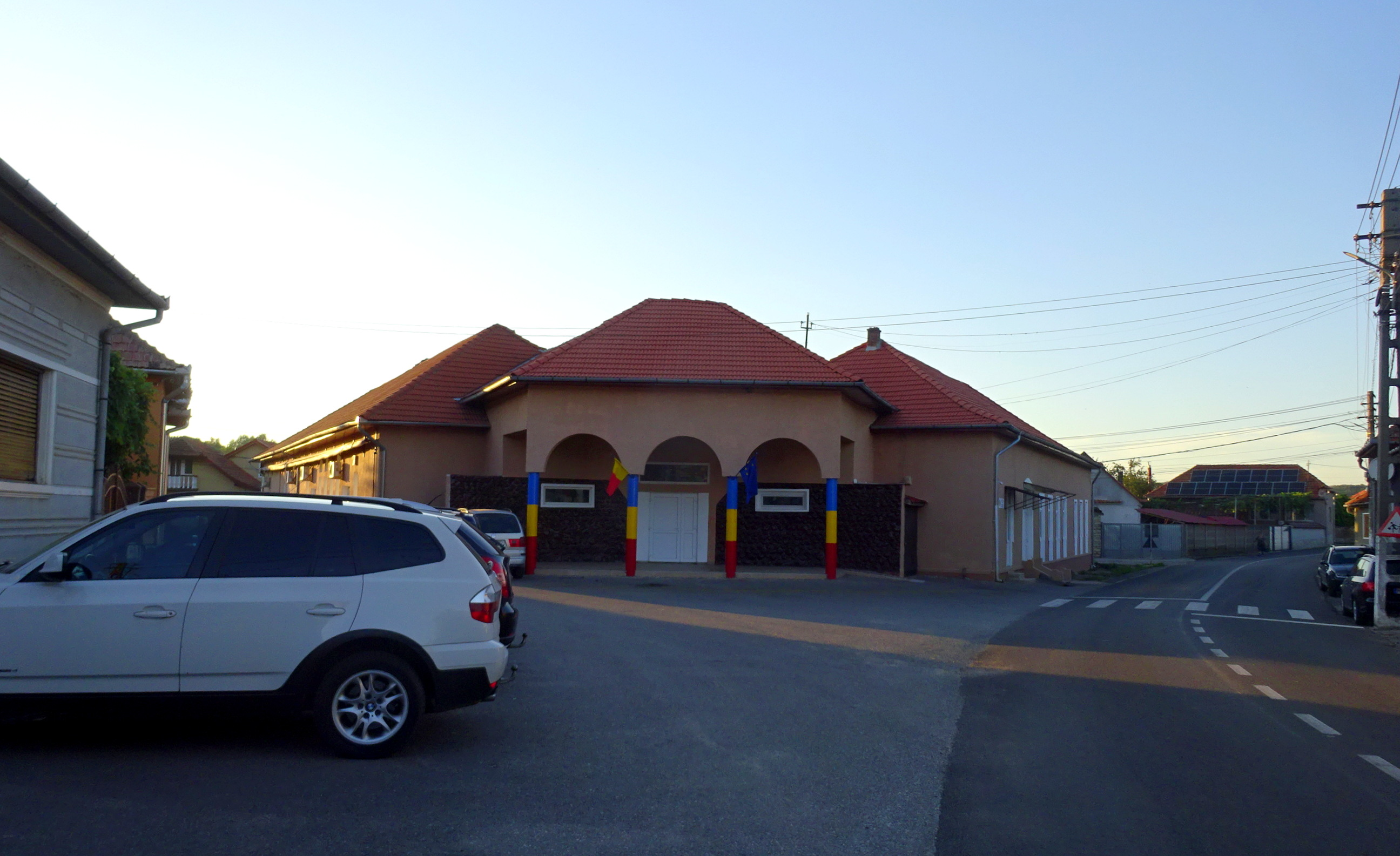
Căminul cultural
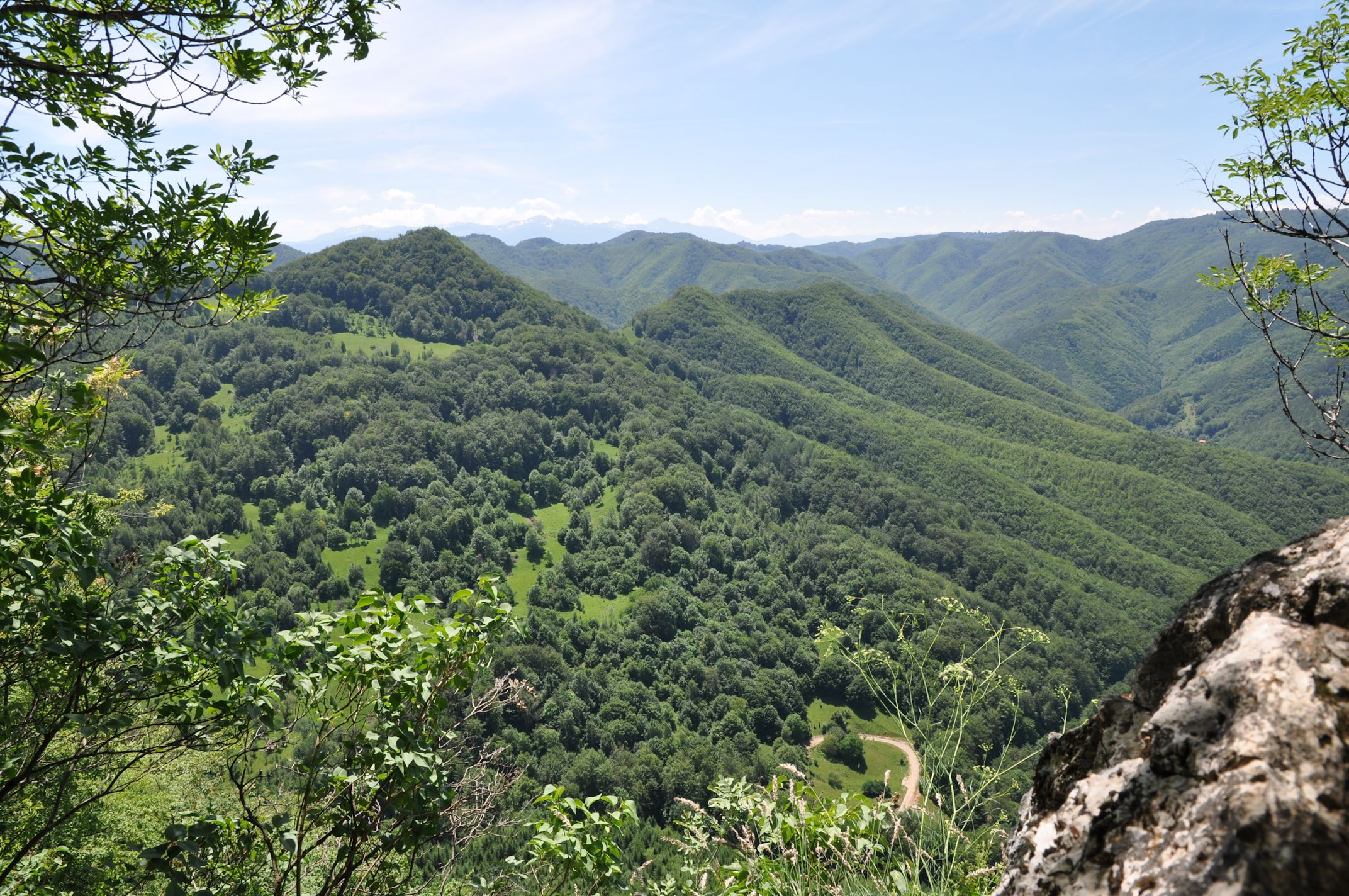
Perspectivă dinspre cetatea dacică Piatra Roșie